# 伊瑪亨集團
伊瑪亨集團 (西班牙語：Grupo Imagen S.A.B. de C.V.) 是一个墨西哥的大众媒体公司安赫萊斯帝國集團拥有 ，成立於 1962年。
自2007年以來，該公司已成為墨西哥第三大媒體集團，與特莱维萨和阿茲特克電視台並列。

## 電視
當前的
- 伊瑪亨電視網 (Imagen Televisión)
- 埃克塞西爾電視網 (Excélsior TV)

以前的
- 卡德納特雷斯 (Cadenatres)

## 收音機
- 伊瑪亨廣播網 (Imagen Radio)
- 拉蒂鈉廣播網 (Radio Latina)
- 拉卡連特 (La Kaliente)

## 打印
- 埃克塞西爾 (Excélsior)

## 互聯網
- 伊瑪亨數字 (Imagen Digital)

## 連結
- 官方网站 （西班牙文）